# Медаль «За службу в Космических войсках»
Меда́ль «За слу́жбу в Косми́ческих войска́х» — ведомственная медаль Министерства обороны Российской Федерации, учреждённая приказом Министра обороны Российской Федерации № 360 от 11 сентября 2007 года.

## Правила награждения
Согласно Положению медалью «За службу в Космических войсках» награждаются военнослужащие Космических войск за разумную инициативу, усердие и отличие, проявленные при исполнении обязанностей военной службы в течение 20 лет и более в календарном исчислении при условии награждения знаком отличия военнослужащих Космических войск «За заслуги».
Награждение медалью производится приказом командующего Космическими войсками по представлению начальников управлений (отделов), служб Командования Космических войск, командиров воинских частей в порядке, установленном в Министерстве обороны. Повторное награждение медалью не производится.

## Описание медали

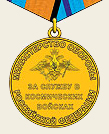
Реверс медали

Медаль изготавливается из металла золотистого цвета и имеет форму круга диаметром 32 мм с выпуклым бортиком с обеих сторон. На лицевой стороне медали — рельефное стилизованное изображение стартующей ракеты-носителя, искусственного спутника Земли и пяти небесных тел, стилизованного изображения земного шара с радиолокационной станцией ракетно-космической обороны и антенной системы управления космическими аппаратами на нём. На оборотной стороне медали вверху — рельефное изображение средней эмблемы Космических войск (золотой двуглавый орел с распростёртыми крыльями, держащий в правой лапе две серебряные «перуновы» стрелы, направленные вниз, а в левой — серебряный жезл, увенчанный стилизованным изображением ракеты с элементом антенны управления космическими аппаратами. На груди орла расположен щит, увенчанный золотой короной. На щите, на красном поле — серебряный всадник, поражающий копьем дракона, под ним — рельефная надпись в три строки: «За службу в Космических войсках»; по кругу — рельефная надпись: в верхней части — «МИНИСТЕРСТВО ОБОРОНЫ», в нижней части — «РОССИЙСКОЙ ФЕДЕРАЦИИ».
Медаль при помощи ушка и кольца соединяется с пятиугольной колодкой, обтянутой шёлковой муаровой лентой шириной 24 мм. С правого края ленты оранжевая полоса шириной 10 мм окаймлена чёрной полосой шириной 2 мм, левее — голубая полоса шириной 12 мм, посередине которой — тёмно-синяя полоса шириной 2 мм.
Элементы медали символизируют:
- пять небесных тел над земным шаром — победы, достигнутые в освоении космического пространства;
- стартующая ракета-носитель, искусственный спутник Земли, радиолокационная станция ракетно-космической обороны и антенна системы управления космическими аппаратами — основное содержание деятельности Космических войск по обеспечению безопасности и национальных интересов России в космическом пространстве, защиты от ракетно-космического нападения и информационного обеспечения деятельности Вооружённых Сил Российской Федерации;
- средняя эмблема Космических войск — принадлежность к Космическим войскам;
- оранжевая полоса ленты медали, окаймлённая чёрной полосой, — статус медали как ведомственных наград Министерства обороны;
- голубая и тёмно-синяя полосы лент медали (цвета традиционного приборного сукна военной одежды военнослужащих Космических войск) — предназначение медали для награждения личного состава Космических войск.

## Дополнительные поощрения награждённым
- Согласно Федеральному закону РФ «О ветеранах» и принятым в его развитие подзаконным актам, лицам, награждённым до 20 июня 2008 года медалью «За службу в Космических войсках», при наличии соответствующего трудового стажа или выслуги лет представляется право присвоения звания «ветеран труда»[1].